# Албион, Албион
Албион, Албион је историјски роман и прво књижевно дело српског књижевника Николе Моравчевића. Роман је први пут објављен 1994. године у независном издању „С. Машића“.
Албион, Албион је роман о улози и судбини Срба у Другом светском рату. Аутори је рад на роману започео „испровоциран“ студијом „Четници“ коју је објавио амерички историчар хрватског порекла Јозо Томашевић и која је, по Моравчевићевим тврдњама, била препуна лажи. Моравчевић је у роману, заснованом на вишегодишњем и помном истраживању грађе, историјске грађе и архива, на сугестиван начин предочио историју без маски, са свим примерима узбудљивих догађаја и сурових епизода, личних трагедија и политичких одлука које се преламају у животима обичног света. У овом роману Моравчевић пред читаоце изводи читаву галерију познатих историјских личности (Винстон Черчил и Ентони Идн, краљ Петар, Слободан Јовановић, Драгољуб Михаиловић, Јосип Броз Тито и Иван Шубашић), али и многобројне јунаке који су уверљивост стекли захваљујући пишчевој имагинацији.
Историјски роман о Србији и Југославији у време Другог светског рата прати и политичке игре великих сила које, иза саме сцене, пресудно утичу на развој историјских прилика.